# میتسورو هاسگاوا
میتسورو هاسگاوا (انگلیسی: Mitsuru Hasegawa؛ زادهٔ ۳ فوریهٔ ۱۹۷۹) بازیکن فوتبال اهل ژاپن است.